# Illorai
Illorai è un comune italiano di 710 abitanti della città metropolitana di Sassari, che si trova a 503 metri sul livello del mare nella regione storica del Goceano in Sardegna.

## Storia
Illorai è uno dei più antichi centri del Goceano. Fu abitato in epoca preistorica, come dimostrano non solo i numerosi nuraghi (Luche, Su montrigu 'e Sa Corona) e i bronzetti nuragici rinvenuti nel territorio (tra cui il bue conservato al Museo archeologico ed etnografico di Sassari), ma soprattutto la grande necropoli di Molia, scoperta negli anni settanta durante la costruzione della strada a scorrimento veloce Ottana-Cantoniera del Tirso: è un complesso di domus de janas della Cultura di San Michele (3000-2300 a.C.), di cui finora sono state scavate e studiate nove tombe; una di esse, la tomba VII, è, insieme con la cosiddetta "tomba del Capo" della Necropoli di Sant'Andrea Priu presso Bonorva, la più grande e interessante costruzione ipogeica della Sardegna: con le sue 16 stanze, essa disegna un'architettura di grande monumentalità e di raffinata suggestione.
Anche se non può essere identificato con il centro romano di Lesa (per quanto anche nel territorio di Illorai, in località Sos Banzos, vi siano acque termali come quelle che si trovavano alle Aquae Lesitanae d'età romana), Illorai fu certo importante nel Medioevo, grazie anche alla sua amena posizione geografica, quando faceva parte del giudicato di Torres, nella curatoria del Goceano. Il suo territorio, molto fertile (sono famosi i suoi orti), è attraversato dal Tirso, che qui è scavalcato da un audace ponte ad una sola arcata, d'età pisana, comunemente conosciuto dai goceanini come "Pont'Ezzu".
Alla caduta del giudicato (1259) entrò sotto il dominio della famiglia genovese dei Doria e successivamente dei Malaspina; nel 1339 passò al giudicato di Arborea e dal 1410 al Marchesato di Oristano. Sconfitti definitivamente gli Arborensi nel 1478, passò agli Aragonesi che ne fecero un feudo regio, riscattato nel 1839 con la soppressione del sistema feudale.
Nel centro esisteva anche un convento di Agostiniani, che fu chiuso quando anche il paese dovette subire la decadenza che tutti questi centri attraversarono soprattutto in età spagnola: la statua di Sant'Agostino e quella di San Nicolò da Tolentino, anche lui agostiniano, sono conservate nella parrocchiale, dedicata a San Gavino, insieme con preziosi oggetti di argenteria appartenenti al convento.
Nella campagna esistono numerose altre chiese, la più importante delle quali è il santuario dedicato alla Madonna della Neve, dove ancora si celebra, il giorno dopo Pentecoste e il 5 agosto, una delle "feste lunghe" di Sardegna, cioè una grande festa preceduta e preparata da fedeli che si recano nella chiesa a nuinare, cioè a praticarvi la novena, che in questo caso non è di nove ma di quindici giorni.
Illorai aveva nel passato anche un'interessante varietà di cave, da cui si ricavavano marmi, zolfo e gesso, oggi abbandonate.

### Simboli
Il comune utilizza uno stemma anche se ancora privo di formale decreto di concessione.
Il gonfalone municipale è un drappo partito di rosso e di bianco.

## Società

### Evoluzione demografica
Abitanti censiti

### Lingue e dialetti
La variante del sardo parlata a Illorai è quella logudorese centrale o comune.

## Infrastrutture e trasporti

### Ferrovie
Nel territorio comunale sono attive due stazioni, entrambe però poste ad alcuni chilometri di distanza dal centro abitato: si tratta degli impianti di Iscra e Tirso, situati lungo la ferrovia Macomer-Nuoro e serviti dai convogli dell'ARST.
Dalla stazione di Tirso sino al 1969 aveva origine anche una linea per Chilivani che raggiungeva tra le altre la stazione di Illorai, posta anch'essa nelle campagne fuori dall'abitato e dismessa insieme alla ferrovia.

## Amministrazione
| Periodo        | Periodo          | Primo cittadino                | Partito                                      | Carica  | Note   |
| -------------- | ---------------- | ------------------------------ | -------------------------------------------- | ------- | ------ |
| 6 giugno 1993  | 16 novembre 1997 | Rosa Giuseppa Lai              | C. Area Gov.                                 | Sindaco | [ 5 ]  |
| 24 maggio 1998 | 26 maggio 2002   | Rosa Giuseppa Lai              | lista civica                                 | Sindaco | [ 6 ]  |
| 26 maggio 2002 | 27 maggio 2007   | Salvatore Giuseppe Mario Sanna | lista civica                                 | Sindaco | [ 7 ]  |
| 27 maggio 2007 | 7 giugno 2009    | Cristoforo Corda               | lista civica                                 | Sindaco | [ 8 ]  |
| 7 giugno 2009  | 25 maggio 2014   | Pietrina Picca                 | lista civica "Rinnovamento per il Progresso" | Sindaco | [ 9 ]  |
| 25 maggio 2014 | 16 giugno 2019   | Maria Giovanna Pittalis        | lista civica "Uniti per il Paese"            | Sindaco | [ 10 ] |
| 16 giugno 2019 | 9 giugno 2024    | Titino Sebastiano Cau          | lista civica "Fermiamo lo spopolamento"      | Sindaco | [ 11 ] |
| 9 giugno 2024  | in carica        | Gianluca Grande                | lista civica "Illorai futuro"                | Sindaco | [ 12 ] |